# Roberto Campiotti
Roberto Campiotti (* 31. října 1955 Varese) je italský římskokatolický duchovní a biskup Volterry.

## Život
Narodil se 31. října 1955 ve Varese.
Vstoupil do arcibiskupského kněžského semináře v Miláně. Teologické vzdělávání získal na Papežské teologické fakultě Severní Itálie. Dne 16. června 1979 byl biskupem Bernardem Citteriem vysvěcen na kněze a inkardinován do milánské arcidiecéze. Zastával několik pastoračních funkcí. Nejprve byl farním vikářem ve farnosti svatých Filipa a Jakuba v Laveno-Mombello (1979–1990), poté ve farnosti svatého Františka Saleského v Miláně (1990–1992) a ve farnosti svatého Julia v Cassano Magnago (1992–1995).
V roce 1995 byl jmenován farářem farnosti svatého Vavřince. Následně vedl farnost v Albusciagu (1997–2006) a od roku 2006 byl farářem farností svatého Jana Evangelisty v Caidate, svatého Vincence v Menzagu a svatých Petra a Pavla v Quinzanu. Během tohoto období byl také odpovědný za pastorační jednotku Sumirago–Albusciago a vedl pastorační komunitu svatého Benedikta v Sumiragu. Roku 2010 byl ustanoven rektorem Collegio Ecclesiastico Internazionale San Carlo Borromeo v Římě.
Dne 12. ledna 2022 jej papež František jmenoval biskupem Volterry. Biskupské svěcení přijal 26. února z rukou arcibiskupa Maria Delpiniho a spolusvětiteli byli biskup Alberto Silvani a biskup Paolo Martinelli.